# Trichoceridae
Famille
Les Trichoceridae sont une famille d'insectes diptères nématocères tipulomorphes.

## Liste des genres
Selon Catalogue of Life (9 novembre 2024) :
- genre Archaeotrichocera
- genre Diazosma Bergroth, 1913
- genre Eotrichocera Kalugina, 1985
- genre Kovaleva Krzemińska, Krzemiński & Dahl, 2009
- genre Mailotrichocera Kalugina, 1985
- genre Nothotrichocera Alexander, 1926
- genre Paracladura Brunetti, 1911
- genre Trichocera Meigen, 1803
- genre Tricyphona

Selon ITIS (2 mars 2019) :
- genre Diazosoma
- genre Paracladura
- genre Trichocera